# Relations entre la Corée du Sud et la France
Cet article traite des relations entre la Corée du Sud et la France. Elles ont pris leur essor à la fin de la période de la dynastie Joseon avec la signature du traité d’amitié et de commerce entre la France et la Corée le 4 juin 1886. En 2015, près de 3 000 Français résident en Corée du Sud et 7 000 Sud-Coréens résident en France.

## Historique

### Premières missions catholiques

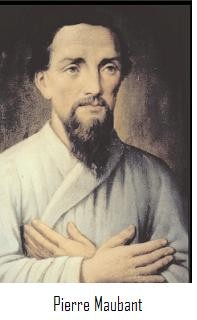
Pierre Maubant, premier missionnaire français en Corée

Les premiers contacts entre les deux pays sont le fait de prêtres catholiques envoyés christianiser le pays. Le premier missionnaire, le père Pierre Philibert Maubant arrive dans le pays en 1836. À partir de cette date, les missionnaires voyagent de Chine en Corée, souvent en prenant beaucoup de risques.
En septembre 1846, l'amiral français Jean-Baptiste Cécille arrive en Corée afin d'obtenir la libération d'un prêtre coréen, André Kim Taegon, qui est néanmoins exécuté.
En 1847, Cécille retourne en Corée afin d'y infiltrer des missionnaires, mais son bateau s'échoue, et il est sauvé par un bateau battant pavillon britannique. 

### Campagne française contre la Corée de 1866

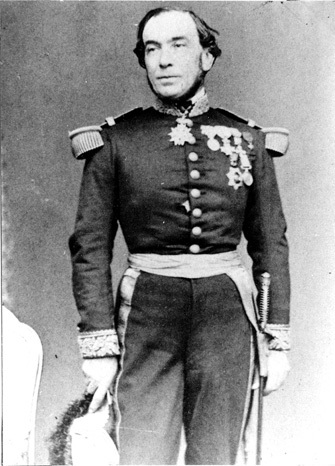
Pierre-Gustave Roze

À la suite du massacre de plusieurs prêtres catholiques et de plusieurs convertis coréens, la France envoie une expédition punitive en Corée en 1866 qui se retire en emportant plusieurs centaines de volumes des archives royales, les uigwe. Cette action est à l'origine d'un contentieux qui n'a été partiellement résolu qu'en 2010.

### Premières relations diplomatiques

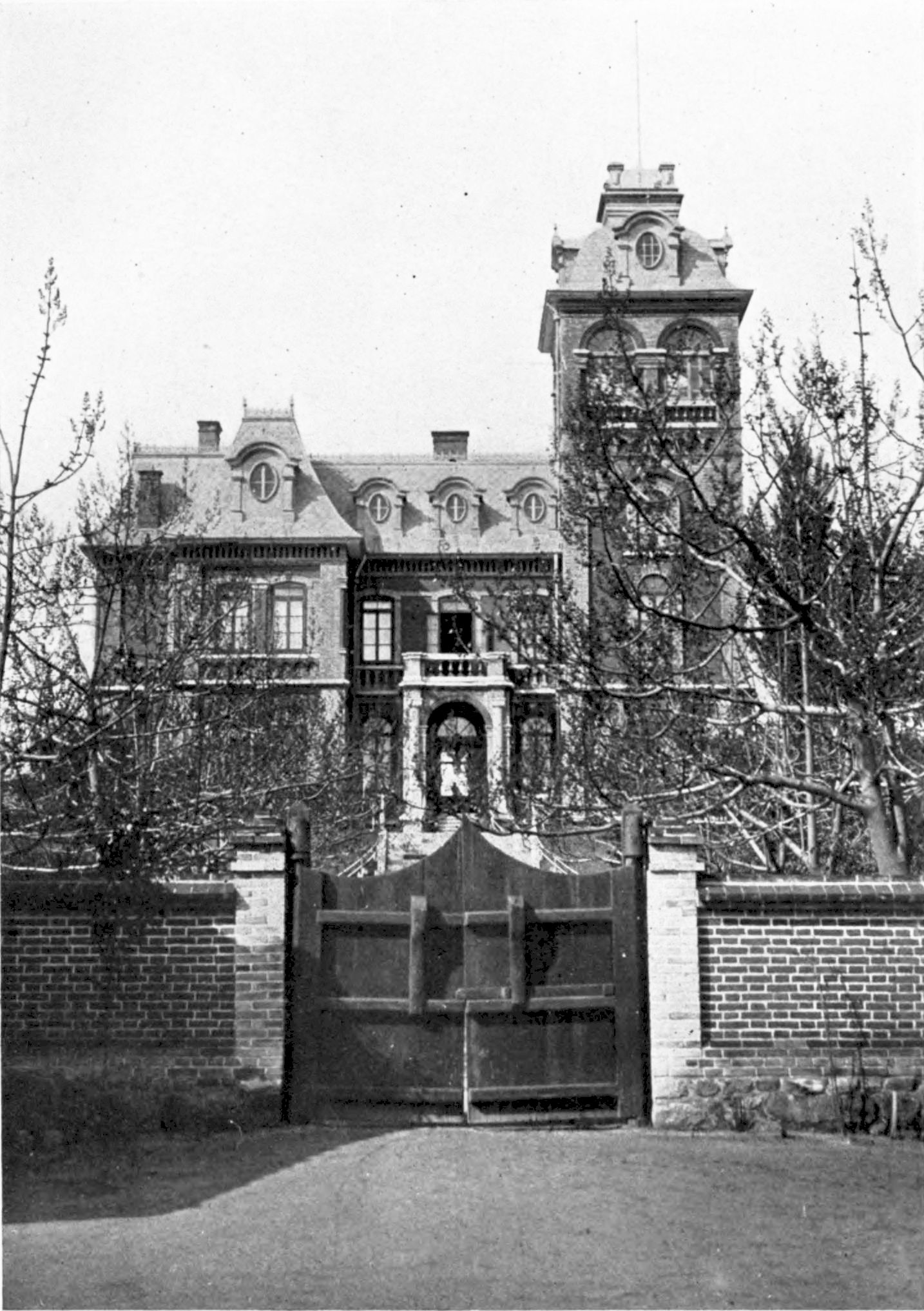
La légation française en Corée, vers 1900

En 1886, et à la suite du traité d'amitié, de commerce, et de navigation, les premières relations diplomatiques entre les deux pays sont établies. En 1887, la France envoie ses premiers représentants officiels, Victor Collin de Plancy qui devient chargé d'affaires de France en Corée en 1888, ainsi qu'un traducteur, Maurice Courant. Ce dernier est le père des études coréennes en France.

### Interruption des relations diplomatiques de 1906 à 1949
Les relations entre les deux nations sont suspendues à la suite de l'annexion de la Corée par le Japon. Un gouvernement en exil de la Corée s'installe dans le quartier français de Shanghai entre le 13 avril 1919 et le 15 août 1948.

#### Guerre de Corée
3 421 soldats français participent à la guerre de Corée du côté des forces expédiées par les Nations unies.

### Relations actuelles
Des cérémonies ont été organisées en 2006 en France et en Corée du Sud pour célébrer le 120e anniversaire des relations diplomatiques entre les deux pays. À cette occasion, la première ministre Han Myung-sook s'est déplacée en France en juin 2006.
Un « partenariat global » a été établi lors de la visite en France du président Roh Moo-hyun en décembre 2004.
Les questions de sécurité et les questions intercoréennes occupent une place importante dans le dialogue politique entre la France et la République de Corée.
En novembre 2010, durant le G20 à Séoul, Nicolas Sarkozy annonce la restitution à la Corée du Sud des volumes des Uigwe possédés par la Bibliothèque nationale de France, provoquant l'ire des conservateurs de la BNF.
En mai 2011, la France a restitué 297 volumes de Uigwe, sous forme de prêt renouvelable tous les 5 ans.

## Les échanges économiques
Après le traité inégal de 1886, la France obtient en 1900-1901 le contrôle des postes et télécommunications, puis des concessions dans le chemin de fer.

### Commerce extérieur
Les échanges commerciaux bilatéraux ont atteint 7 milliards d'euros en 2006 (+ 33 % en deux ans), dont 4,1 milliards d'euros d'exportations sud-coréennes en France et 2,9 milliards d'euros d'exportations françaises en Corée du Sud. La Corée du Sud est le troisième partenaire économique de la France en Asie.

### Investissements à l'étranger
Les investissements français en Corée du Sud (soit 4,6 milliards d'euros et 3,8 % de l'ensemble des investissements étrangers) placent la France au septième rang des investisseurs étrangers en Corée du Sud. 160 entreprises françaises, employant 36 000 personnes (dont 300 Français expatriés), sont présentes en Corée du Sud. Le chiffre d'affaires de leurs activités en Corée du Sud s'est élevé à 6,8 milliards d'euros en 2004.
Les investissements sud-coréens en France atteignent 550 millions d'euros, soit 7 % des investissements de la Corée du Sud dans les pays de l'Union européenne.
La Chambre de commerce et d'industrie franco-coréenne (FKCCI) est une chambre de commerce présente et active en Corée depuis plus de 20 ans.

## Les échanges de personnes
7 000 Sud-Coréens résident en France. En 2015 près de 3 000 Français résident en Corée du Sud.
L'association Racines coréennes a été créée en 1995 par des Français adoptés d'origine coréenne, la France étant le pays européen qui compte le plus grand nombre d'adoptés (10 000) d'origine coréenne.

## Les échanges culturels

### Les débuts

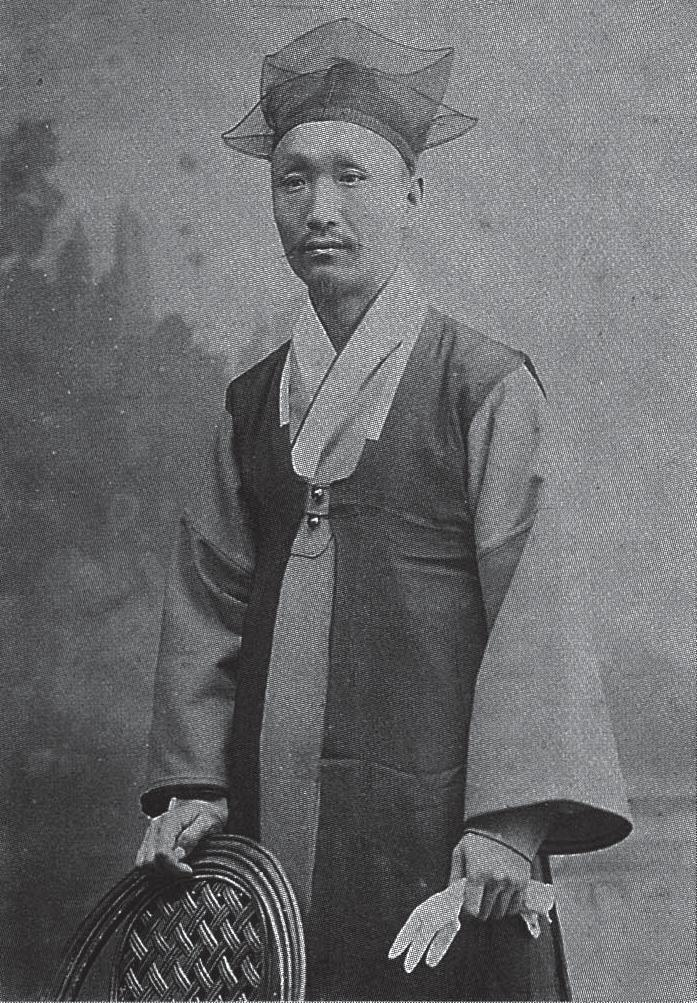
Hong Tjong-ou, premier Coréen en France

Après le journal de Hamel (1670), les prêtres de la société des Missions étrangères de Paris sont les principales sources d'informations sur la Corée. Il en résulte notamment un livre remarquable sur l'Histoire de l'église de Corée compilé par Claude-Charles Dallet en 1874. Ceux-ci publient également le premier dictionnaire coréen-français (le premier vers une langue occidentale) en 1880 puis la Grammaire coréenne en 1881. À cela vient s'ajouter quelques articles de Léon de Rosny publiés dès 1859-64.
Par la suite, l'ouverture des relations diplomatiques accélère grandement les échanges. Victor Collin de Plancy, le premier chargé d'affaires de France à Séoul (1888-91), acquiert des objets d'art et de très nombreux livres, en particulier tous les romans disponibles dans les librairies de Séoul. Aujourd'hui, ses collections se répartissent essentiellement entre la bibliothèque de l’École des langues orientales vivantes et la bibliothèque nationale de France.
Pendant l'hiver 1888-89, l'ethnologue Charles Varat reçoit pour mission d'acquérir une collection d'objets ethnographiques dont une grande partie a été intégrée aux collections du musée national des arts asiatiques - Guimet. Il publie son récit de voyage en 1892, illustré de 39 dessins de Kisan (김준근).
Le premier Coréen à se rendre en France, Hong Tjong-ou, arrive en décembre 1890 à Paris. Pendant son séjour, il travaille au musée Guimet pour arranger les nouvelles collections coréennes et surtout réaliser les deux premières traductions de romans coréens dans une langue occidentale: l'Histoire de Chunyang (en) sous le titre de Printemps parfumé et Le Bois sec refleuri, traduction du Shimcheongjeon (ko).

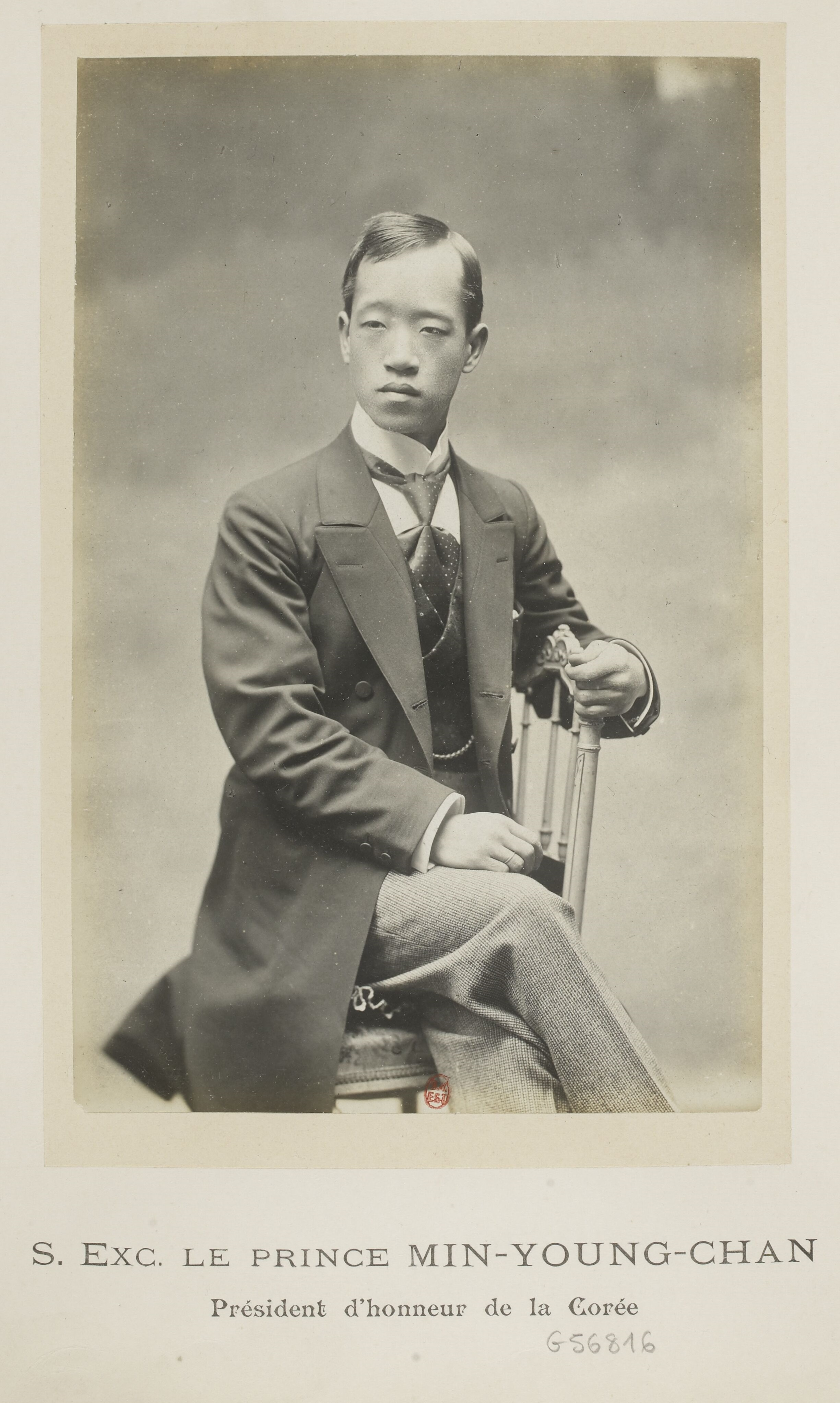
Min Yeong-chan

La Corée de Joseon présente un pavillon à l'Exposition universelle de 1900 à Paris pour la première fois. L'organisation est notamment due à Collin de Plancy, de nouveau en Corée de 1895 à 1906, et à son président d'honneur, le prince Min Yeong-chan.

### Relations artistiques
Dans le cadre des cérémonies du cent-vingtième anniversaire des relations franco-coréennes, le musée du Louvre a prêté au Musée national de Corée, jusqu'en mars 2007, plusieurs tableaux français et étrangers du XVIe siècle au XIXe siècle, dont Diane sortant du bain de François Boucher, Médée furieuse d'Eugène Delacroix, Le Radeau de La Méduse de Théodore Géricault et Les Botteleurs de foin de Jean-François Millet.

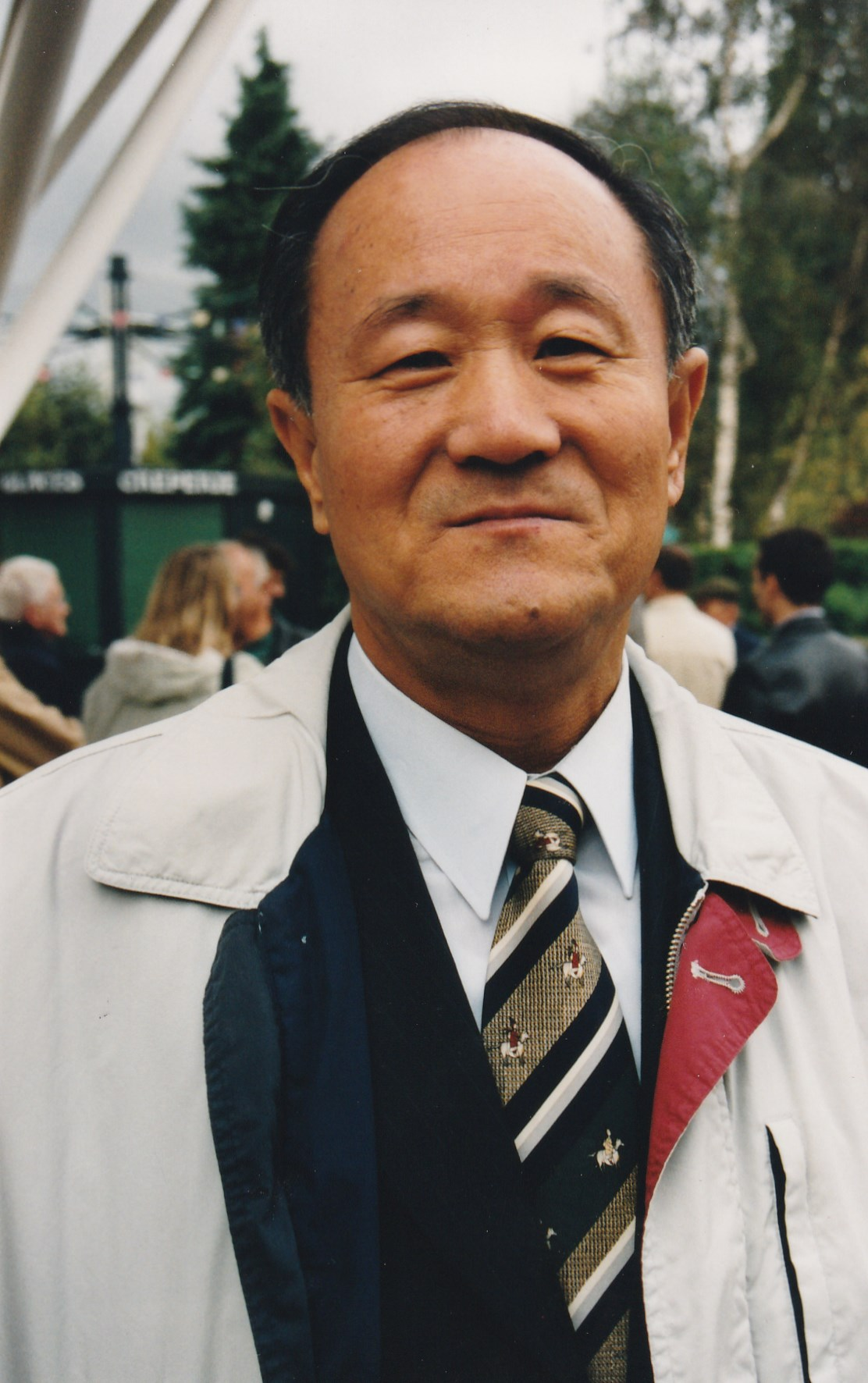
L'ambassadeur Kwon in-Hyuk au Festival international de géographie de 1999, dont le pays invité était la Corée du Sud.

Le premier festival franco-coréen du film a été organisé du 6 au 12 décembre 2006.

### Relation dans l'enseignement supérieur
Maurice Courant est considéré comme le précurseur des études coréennes en Europe. Diplômé de chinois, il est employé à la légation française de Séoul de 1890 à 1892. Son travail a abouti notamment à la publication de la Bibliographie coréenne à partir de 1894. 
Le coréen n'est enseigné dans une université française qu'à partir de 1956 (116 ans après le chinois et 93 ans après le japonais) à la Sorbonne à l'initiative du japonologue Charles Haguenauer, Li Ogg en est le premier enseignant avec trois ou quatre étudiants par niveau.
En 2013, après un lent développement puis un accroissement du nombre des étudiants à partir de 2005, le coréen est proposé dans huit universités dont deux offrent un cursus complet: l'université Paris-Diderot et l’INALCO. Depuis 2011-2012, le coréen est même enseigné dans trois lycées de France à Bordeaux, Paris et Rouen.

### Sources
- Les Relations bilatérales franco-coréennes in rapport du Sénat no 121 (2007-2008) sur la convention d'extradition France-Corée